# 陸羯南
陸 羯南（くが かつなん、安政4年丁巳10月14日（1857年11月30日） - 明治40年（1907年）9月2日）は、日本の国民主義の政治評論家。日本新聞社長。正岡子規を育てた。幼名は巳之太郎、のち実、号は羯南。

## 生涯
弘前藩の御茶坊主頭・中田謙斎と妻・なほ（旧姓、種市）の子として、陸奥国弘前（現・弘前市）在府町に生まれた。長男・次男  の両説がある。謙斎は微禄であった。
明治4年（1871年）頃から、藩校の教官・工藤他山の私塾・思斉堂に学び、明治6年（1873年）、旧藩校の後身・東奥義塾へ進み、明治7年（1874年）に宮城師範学校に転じたが、明治9年（1876年）に校長・松林義規（旧大村藩士）に逆らい退校処分を受けた。上京し、フランス法律学専修の司法省法学校に合格し青春を楽しむうち、明治12年（1879年）に賄征伐（調理場荒らし）のいたずらの譴責がこじれ、羯南は犯人でなかったが、義憤から、原敬、福本日南、加藤恒忠、国分青崖らと退校した。校長は薩摩人の植村長、東北人の薩長への反感は残っていた。
帰郷して新聞社に入り、讒謗律で2度罰金を受けた。さらに日本初の製糖所である官立紋別製糖所（現・北海道伊達市）に勤め、不本意な日々を送った。この時期、親戚の陸治五兵衛の絶家を再興して陸姓になった。
明治14年（1881年）、上京し、新設の農商務省などのフランス語の翻訳を下請けして食いつないだのち、明治16年（1883年）、太政官御用掛となり、新設の文書局に勤めた。この頃、加藤恒忠の甥の正岡子規の訪問を受けた。翌年、依田學海らの媒酌で、今居てつと結婚し、後に1男7女をもうけた。
明治18年（1885年）、文書局が廃止され内閣官報局ができ、その編輯課長に昇進したが、明治21年（1888年）春に依願退職した。このころ第1次伊藤内閣の欧化主義、特にその条約改正反対運動が国民的な規模で高まっていた。この年に、谷干城、小村壽太郎、高橋健三、杉浦重剛らに援けられ、『東京電報』紙を創刊したが売れず翌春廃刊（改題して）し、さらに、浅野長勲の援助も受けて日本新聞を創刊し、主筆兼社長となった。時に羯南33歳であった。
創刊の辞は次のような趣旨であった。
そして早速、『日本人』誌と共に、大隈重信の条約改正案の『まやかし』を非難して、評判を呼んだ。
明治23年（1890年）、東邦協会の設立に参画して評議員となり、また、国家経済会設立の発起人になった。『近時憲法考』、『自由主義如何』、『大臣論』、『近時政論考』、『国民論派』（ナショナリズム）などを発表し続けた。「政治は世論に従うべき」の信念に徹していた。
明治25年（1892年）、隣りに移り住んだ正岡子規を支援し、紙面を提供し、生活の面倒を最期まで見た。子規は「生涯の恩人」と泣いた。
明治28年（1895年）、三国干渉に対し受け入れ論の東京日々新聞と論戦した。明治29年（1896年）、各社新聞同盟を結成し、新聞紙条例撤廃の運動を主導し、翌年、条例を緩和させた。この年、樽井藤吉、中村太八郎らが創設した社会問題研究会の評議員に、明治31年（1898年）、創立された東亜同文会の幹事長になった。明治33年（1900年）、近衛篤麿、富田鉄之助らと、日露開戦やむなしと議し、また、国民同盟会に相談役として参画した。翌年、近衛に従い清国・韓国を視察した。近衛から日本新聞への資金援助を得た。
明治35年（1902年）、『日本人』誌の三宅雪嶺の外遊中、その社説執筆を分担した。以前から『日本新聞』と『日本人』誌とは一心同体的に親密だった。
明治36年（1903年）から翌年にかけ、米欧に旅行し、帰国後静養中に肺結核を発症し、明治38年（1905年）夏からは三宅雪嶺が『日本新聞』の社説を書いた。
明治39年（1906年）6月、健康不良と経営悪化から、『日本新聞』を伊藤欽亮に譲渡し、引き続き社説欄を担当した。その後に起きた社内の騒動を憂慮した。明治40年（1907年）7月から喀血を繰り返し、9月2日に死亡した。51歳であった。戒名は文正院介然居士。墓所は染井霊園にある。

## 人物・政治思想
羯南は、三宅雪嶺、徳富蘇峰、朝比奈知泉、池辺三山、福本日南、山路愛山等と並ぶ明治中期新聞界の巨峰であった。しかし、比較的短命であったのと、孤高の生涯を送ったために既述の人たちほど世間に知られていない。
同時代のジャーナリストである鳥谷部春汀は陸羯南を評し、「古処士の風あり」とし彼の政治思想は中国儒教の基礎の上にドイツの国家主義を据えたものと考える。「ゆえに彼の大臣責任論はあたかも支那の諫議大夫の弾劾に彷彿たり。…彼は貴族と平民を調和せんとし、行政的知識を以て勝る」とも評されている。
羯南が起こした『日本』新聞は、伊藤・黒田・山県・松方・桂等の歴代内閣に対して明治22年（1889年）より同38年（1905年）までの間に合計31回、233日に及ぶ発行停止を食らっている。その中に明治22年（1889年）8月7日からの15日間（黒田内閣）、明治24年（1891年）5月24日から23日間（第1次松方内閣）という長期に渡る発行停止処分もある。最も集中的に弾圧されたのは、明治26年（1893年）末から翌年の正月にかけての第2次伊藤内閣に迫ったときである。それは12月4日（3日間）、12月27日（7日間）、翌年1月5日（10日間）、2月10日（5日間）のわずか2か月の間に25日間発行停止処分にされている。羯南は、自らの日本主義を国民論派または国民旨義と規定し、根本的立場とした。実践上ではどこまでも根本的立場を貫いた。それが上に記述した発行停止処分を受けたことに示されている。

## 著作

### 単著
- 『予算論』日本新聞社〈日本叢書〉、1890年12月。NDLJP:800244。
- 『近時政論考』日本新聞社〈日本叢書〉、1891年6月。NDLJP:783013。
  - 『近時政論考』岩波書店〈岩波文庫〉、1972年11月。ISBN 9784003310816。
- 『行政時言』日本新聞社〈日本叢書〉、1891年9月。NDLJP:783002。
- 『予算弁妄』陸実、1891年12月。NDLJP:800243。
- 『原政及国際論』日本新聞社〈日本叢書〉、1893年8月。NDLJP:783048。
  - 『国際論』（増補再版）日本新聞社〈日本叢書〉、1894年2月。NDLJP:785560。

### 編集
- 『外権内侵録』日本新聞社〈日本叢書〉、1894年2月。
- 『臨淵言行録』陸実、1895年7月。NDLJP:781947。

### 翻訳
- クリノン、ウァスロー『山林実務要訣』有隣堂、1883年6月。NDLJP:842260。
- ジョゼフ・ド・メストル『主権原論』博聞社、1885年9月。NDLJP:789025。

### 共著
- 柴東海散士、陸羯南、福本日南、落合直文、小中村義象、谷口鹿洞『春花秋月』陸軍受験講義録編輯所〈研学叢書〉、1896年11月。
  - 柴東海散士、陸羯南、福本日南、落合直文、小中村義象、谷口鹿洞『春花秋月』（増補訂正再版）陸軍受験講義録編輯所〈研学叢書〉、1897年1月。NDLJP:1082739。
- 陸羯南、三宅雪嶺、福本日南、桂湖邨、中西牛郎、落合直文、鈴木天眼『千紫万紅』陸軍受験講義録編輯所〈研学叢書 第2編〉、1897年2月。NDLJP:903474。
- 陸羯南、三宅雪嶺、福本日南、落合直文、小中村義象、桂湖邨、西村天囚、鈴木天眼『柳暗花明』陸軍受験講義録編輯所〈研学叢書 第3編〉、1897年4月。NDLJP:901431。
- 陸羯南、三宅雪嶺、福本日南、落合直文、小中村義象、鈴木天眼『山紫水明』陸軍受験講義録編輯所〈研学叢書 第4編〉、1897年5月。NDLJP:903364。
- 陸羯南、木内天民、依田學海、福本日南、三宅雪嶺、亀谷省軒『香雪紫雲』研学会〈文範叢書〉、1900年2月。NDLJP:864647。

### 作品集
- 『羯南文集』時文大観刊行会〈時文大観 第1巻〉、1910年5月。
- 梶井盛 編『羯南文集』蟠竜堂、1910年11月。NDLJP:898683。
- 鈴木虎雄 編『羯南文録』陸四郎、1933年8月。NDLJP:1214645。
- 鈴木虎雄 編『羯南文録』大日社、1938年11月。NDLJP:1228096 NDLJP:1876836。
- 『ナショナリズム』筑摩書房〈現代日本思想大系 4〉、1964年6月。NDLJP:2940604。

収録：近時政論考
- 『明治思想家集』講談社〈日本現代文学全集 第13〉、1968年12月。

収録：「日本」創刊の趣旨, 「日本」と云ふ表題, 駆紳商檄, 近時政論考
- 鹿野政直 編『陸羯・三宅雪嶺』中央公論社〈日本の名著 第37〉、1971年7月。
  - 鹿野政直 編『陸羯・三宅雪嶺』中央公論社〈中公バックス〉、1971年7月。ISBN 9784124004274。

収録：近時政論考, 国際論, 時論
- 松本三之介 編『政教社文学集』筑摩書房〈明治文学全集 第37〉、1980年5月。NDLJP:1675020。

収録：近時政論考, 政事家の資格, 辞礼論、文辞ト社交トノ関係, 器械的国家及ひ機関的国家, 日本, 国政の要義, 佐渡の暴民に感あり, 貧民問題, 政社ありて政党なし, 新聞記者, 誠心, 偽国家主義, 秋夜倦読誌, 人権問題, 理と情, 無音の声, 大業を成すには一大決心を要す, 辞柄的憲政, 我帝国の対韓政策を妨害する国は是れ文明国に非す, 敵国に対する礼, 発行停止権, 国家的社会主義, 政界の技術及批評, 真正の文明国, 国是談, 殺傷論, 李鴻章死矣, 自由主義の必要, 記臆と理解, 兵強く国貧し, 所謂る社会主義, 露西亜と戦ふの利害, 士道と儒道
- 植手通有 編『陸羯南集』筑摩書房〈近代日本思想大系 4〉、1987年3月。ISBN 9784480305046。

収録：近時政論考, 近時憲法考, 原政及国際論, 新聞・雑誌論説集

### 全集
- 『陸羯南全集』 第1巻、みすず書房、1968年11月。NDLJP:2977755。
  - 『陸羯南全集』 第1巻（オンデマンド版）、みすず書房、2007年7月。ISBN 9784622061915。

収録：近時政論考, 予算論, 行政時言, 原政及国際論, 主権原論, 「東京電報」明治21年4月-22年2月
- 『陸羯南全集』 第2巻、みすず書房、1969年5月。NDLJP:2977757。
  - 『陸羯南全集』 第2巻（オンデマンド版）、みすず書房、2007年7月。ISBN 9784622061922。

収録：「日本」（一）明治22年, 「日本」（二）明治23年
- 『陸羯南全集』 第3巻、みすず書房、1969年10月。NDLJP:2977736。
  - 『陸羯南全集』 第3巻（オンデマンド版）、みすず書房、2007年7月。ISBN 9784622061939。

収録：「日本」（三）明治24年, 「日本」（四）明治25年, 「日本」補遺, 「大日本」補遺
- 『陸羯南全集』 第4巻、みすず書房、1970年3月。NDLJP:2977737。
  - 『陸羯南全集』 第4巻（オンデマンド版）、みすず書房、2007年7月。ISBN 9784622061946。

収録：「日本」（五）明治26年, 「日本」（六）明治27年, 補遺
- 『陸羯南全集』 第5巻、みすず書房、1970年10月。NDLJP:2977738。
  - 『陸羯南全集』 第5巻（オンデマンド版）、みすず書房、2007年7月。ISBN 9784622061953。

収録：「日本」（七）明治28年, 「日本」（八）明治29年, 「日本」（九）明治30年, 補遺
- 『陸羯南全集』 第6巻、みすず書房、1971年7月。NDLJP:2977739。
  - 『陸羯南全集』 第6巻（オンデマンド版）、みすず書房、2007年7月。ISBN 9784622061960。

収録：「日本」（十）明治31年, 「日本」（十一）明治32年, 「日本」（十二）明治33年, 補遺
- 『陸羯南全集』 第7巻、みすず書房、1972年5月。NDLJP:2977740。
  - 『陸羯南全集』 第7巻（オンデマンド版）、みすず書房、2007年7月。ISBN 9784622061977。

収録：「日本」（十三）明治34年, 「日本」（十四）明治35年, 補遺
- 『陸羯南全集』 第8巻、みすず書房、1972年12月。NDLJP:2977741。
  - 『陸羯南全集』 第8巻（オンデマンド版）、みすず書房、2007年7月。ISBN 9784622061984。

収録：「日本」（十五）明治36年, 「日本」（十六）明治37年
- 『陸羯南全集』 第9巻、みすず書房、1975年1月。NDLJP:2977742。
  - 『陸羯南全集』 第9巻（オンデマンド版）、みすず書房、2007年7月。ISBN 9784622061991。

収録：「日本」（十七）明治38年, 「日本」（十八）明治39年, 「日本」雑纂, 「日本人」, 「出版月評」「時論」その他, 序跋
- 『陸羯南全集』 第10巻、みすず書房、1985年4月。NDLJP:2977743。
  - 『陸羯南全集』 第10巻（オンデマンド版）、みすず書房、2007年7月。ISBN 9784622062004。

収録：陸羯南書簡, 陸羯南宛書簡, 歌・詩・絵詞, 追悼・回想, 補遺, 年譜

## 主な研究文献
- 川辺真蔵：『報道の先駆者 羯南と蘇峰』、三省堂（1943）
- 吉田憲次：『国士 陸羯南』、昭和刊行会（1944）
- 丸山真男：『超国家主義の論理と心理』、世界（1946.5）
- 丸山真男：『陸羯南 - 人と思想』、中央公論（1947.2）→ 「『丸山真男集3』、岩波書店（1965）」に収録 → 『陸羯南と国民主義』と改題して、「『明治史料研究連絡会編：『明治史研究叢書 4』、御茶の水書房（1957）」に収録
- 大久保利謙：『陸羯南・三宅雪嶺・徳富蘇峰』、中央公論（1955.10）→ 「荒正人編：『近代日本の良心』、光書房（1959）」に収録
- 植手通有：『陸羯南 ナショナリズムと言論人』→ 「『日本の思想家 上』、朝日選書 （1962）」に所収
- 柳田泉：『陸羯南』、「時事通信社 『三代言論人集 5』、（1963）」に収録
- 木村毅・柳田泉・西田長寿：『陸羯南とその周辺』、みすず112（1968.9）
- 丸山真男・西田長寿・植手通有：『近代日本と陸羯南』、みすず112（1968.9）→ 「『丸山真男座談 7』、岩波書店（1998）」に収録
- 平田小六：『陸羯南 その剛毅なもの』、日本及日本人（1969.1、3、5）
- 尾崎竹四郎：『明治の新聞人・陸羯南』→ 「『歴史残花 第3』、時事通信社（1969））に収録
- 植手通有：『陸羯南』（『日本の思想家 上』、朝日新聞社 朝日選書44（1975））に収録
- 遠山茂樹：『福沢諭吉の啓蒙主義と陸羯南の歴史主義』（『近代日本における歴史学の発達 上』、青木書店（1976））に収録
- 坂井雄吉：『陸羯南』（内田健三編：『言論は日本を動かす 4』、講談社（1986.6）ISBN 9784061889446）に収録
- 丸山真男：『陸羯南』（『近代日本思想大系4 陸羯南集』、筑摩書房（1987.3）ISBN 4480305041）に収録
- 遠山茂樹：『福沢諭吉の啓蒙主義と陸羯南の歴史主義』、（同上）
- 植手通有：『日清戦争後における陸羯南』、（同上）
- 小山文雄：『陸羯南「国民」の創出』、みすず書房（1990）
- 本田逸夫：『国民・自由・憲政 陸羯南の政治思想』、木鐸社（1994）ISBN 9784833221894
- 有山輝雄：『陸羯南』、吉川弘文館 人物叢書（2007）ISBN 9784642052399
- 朴羊信：『陸羯南 政治認識と対外論』、岩波書店（2008）ISBN 9784000226202
- 松田宏一郎  ：『陸羯南 自由に公論を代表す』、ミネルヴァ書房 日本評伝選（2008）ISBN 9784623052806
- 中野目徹「弘前に寄贈された陸羯南関係史料」日本歴史762、2011年11月、史料散歩
- 小野耕資『筆一本で権力と闘いつづけた男・陸羯南』、2020年10月、Ｋ＆Ｋプレス
- 森銑三著『明治人物夜話』59ページ、岩波文庫、ISBN 4-00-311533-3
- 無料公開マンガふるさとの偉人「陸羯南」　発行青森県弘前市教育委員会中央公民館2023年3月